# Tartaleta

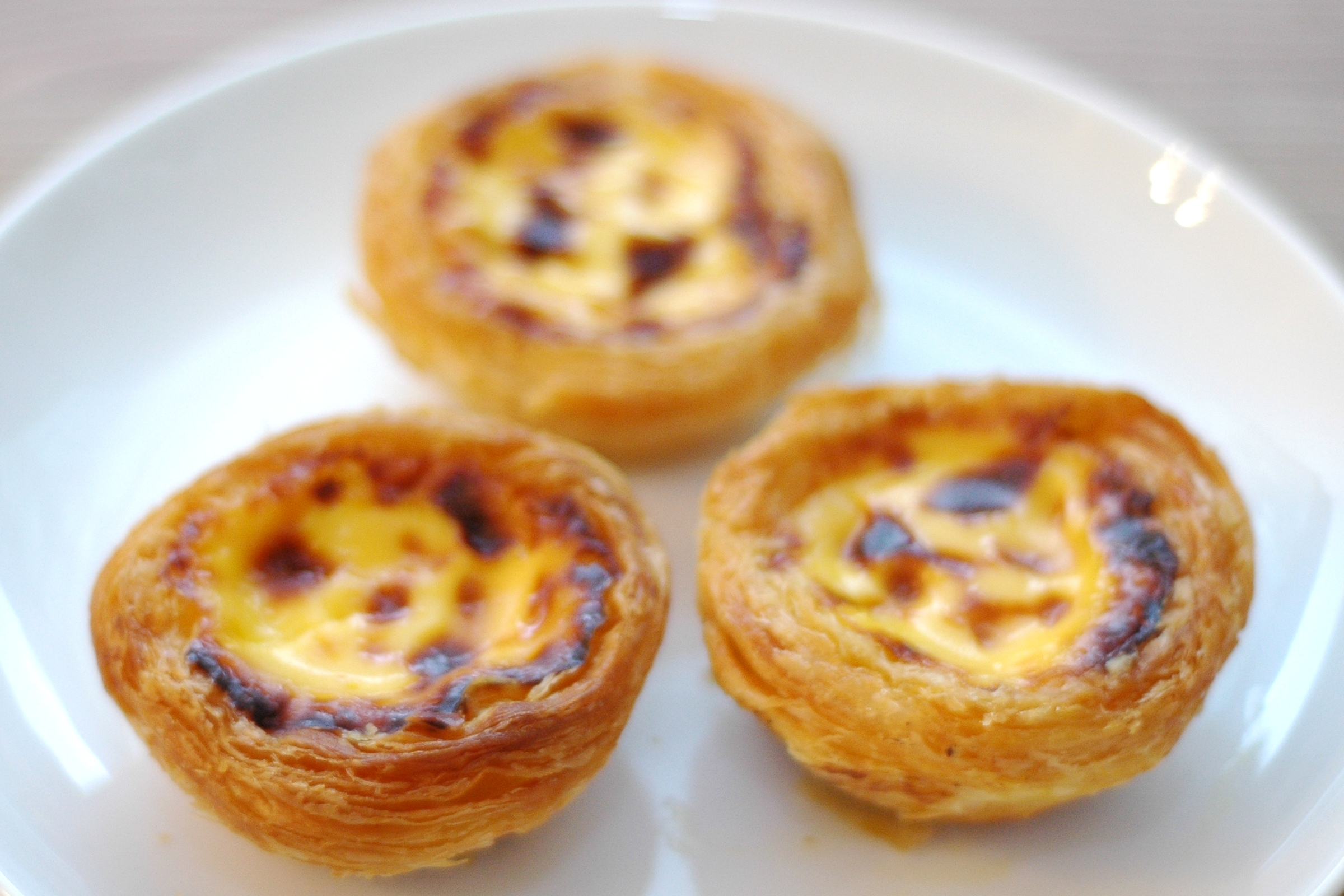
Unas tartaletas o barquillas.

La tartaleta (a veces conocida también como barquita) es una especie de plato volante de gran variedad dependiendo de su relleno. La base de la tartaleta suele estar elaborada de recortes de hojaldre. Suelen ser horneadas con legumbres secas, cuyo peso evita que el fondo se hinche y mantenga la forma cóncava de la masa. Las tartaletas suelen emplearse en guarniciones de algunos platos de carnes asadas y pescados. Dependiendo de su contenido pueden ser dulces o saladas.